# Mitch Metcalf
Mitch Metcalf é um analista de televisão e ex-executivo de programação da NBC. Antes de a rede o promover em 2005, Metcalf era vice-presidente sênior de pesquisa de programas da rede desde 1999. Ele deixou a empresa em 2011. Mais tarde naquele ano, juntamente com Mitch Salem, ele fundou o sítio eletrônico Showbuzz Daily, dedicado às bilheterias e análises de televisão.